# DJメンデス
DJメンデス（DJ Méndez、本名: Leopoldo Méndez Alcayaga、1975年3月26日 - ）は、チリ・バルパライソ出身のラッパー・ヒップホップMCである。

## 来歴
- 1975年にバルパライソに生まれ、1986年に家族とスウェーデン・ストックホルムに移った。若者の時、いくつかの強盗を犯し、スウェーデンの警察に逮捕された。
- 1999年に歌手活動を始め、デビュー曲「Chiki-Chiki」がヨーロッパで色々な国でヒットとなった。そして2000年に1stアルバム「Latino for Life」を発売。2001年にチリへ戻り、上記の曲がチリ音楽チャートで1位を獲得した。2ndシングル「Estocolmo」がチリのチャートで12週間に1位にいった。
- 2004年に自身のレコード会社Macabro Recordsを設立。

## ディスコグラフィ
- 2000年: Latino for Life
- 2001年: Méndez
- 2002年: Adrenaline
- 2003年: Perro Perseverante
- 2005年: Grandes Éxitos（ベストアルバム）
- 2005年: La Máquina
- 2007年: Mendez vs. Macabro
- 2009年: 210